# 佩爾迪格羅峰

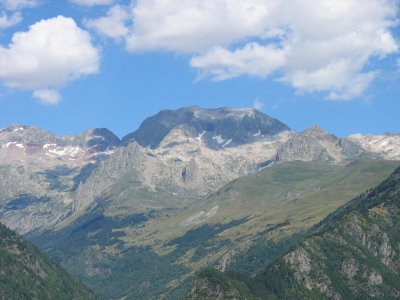

42°41′30″N 0°31′7″E / 42.69167°N 0.51861°E
佩爾迪格羅峰（西班牙語：Pico Perdiguero），是歐洲的山峰，位於法國西南部上比利牛斯省和西班牙北部阿拉貢自治區之間，屬於比利牛斯山的一部分，海拔高度3,222米。